# Korea Electric Power Corporation
Korea Electric Power Corporation, lepiej znana jako KEPCO (Hangul: 켑코) lub Hanjeon (Hangul: 한전) – jest to największy zakład energetyczny w Korei Południowej, odpowiedzialny za wytwarzanie, przesyłanie i dystrybucję energii elektrycznej oraz rozwój projektów elektroenergetycznych, w tym energetyki jądrowej, wiatrowej i węglowej a, poprzez swoje spółki zależne, od 2011 odpowiada za 93% produkcji energii elektrycznej w Korei Południowej.
Rząd Korei Południowej posiada 51,11% udziałów, a wraz ze spółkami zależnymi firma posiada zainstalowaną moc 65 383 MW. W rankingu największych światowych firm Fortune Global 500 edycji 2011, koncern zajął 271 miejsce.
KEPCO jest członkiem Światowej Rady Energetycznej, Światowego Stowarzyszenia Jądrowego oraz Światowego Stowarzyszenia Operatorów Jądrowych.
Siedziba główna koncernu, pierwotnie zlokalizowana w Samseong-dong w Seulu, została przeniesiona do miasta Naju w prowincji Jeolla Południowa w sierpniu 2014 r. w ramach rządowego programu decentralizacji.

## Historia
Pierwsze światło elektryczne w Korei zostało włączone w Gyeongbokgung w 1887 r.
KEPCO wywodzi swoje początki z firmy Hanseong Jeongi Hoesa (Seoul Electric Company), założonej w 1898 roku podczas rządów dynastii Joseon. Ogłoszenie Dekretu Kontroli Elektryczności Chōsen przez kolonialny rząd Korei w marcu 1943 roku spowodowało integrację kilku firm elektrycznych w Korea Electric Company, powstała w wyniku połączenia Korea Electric Power Company i dwóch spółek dystrybucyjnych, Gyeongsung Electric Company i South Korea Electric Company 1 lipca 1961 r.
W 1982 KECO stało się podmiotem w całości należącym do rządu i został przemianowano na Korea Electric Power Corporation (KEPCO).
Od 10 sierpnia 1989 r. spółka była notowana na Korea Composite Stock Price Index (KOSPI), a później od 1994 na Nowojorskiej Giełdzie Papierów Wartościowych. W 1996 roku firma została głównym wykonawcą projektu wielonarodowej Organizacji Rozwoju Energetycznego Półwyspu Koreańskiego (KEDO) mającego na celu budowę elektrowni jądrowej z lekkim reaktorem wodnym w Korei Północnej, projektu, który ostatecznie zarzucono w 2006 roku. w celu restrukturyzacji koreańskiej energetyki rozpoczętej w połowie lat 90.
23 grudnia 2000 r. ogłoszona została ustawa o wspieraniu restrukturyzacji elektroenergetyki, po której działalność w zakresie wytwarzania energii elektrycznej została podzielona na Korea Hydro & Nuclear Power, spółkę zależną odpowiedzialną dla energetyki jądrowej i wodnej oraz pomiędzy pięć przedsiębiorstw zależnych wytwarzających energię cieplną: Korea South-East Power, Korea Midland Power, Korea Western Power, Korea Southern Power i Korea East-West Power.
W październiku 2012 r. Korea Deposit Insurance Corporation sprzedała swoje 3,6% udziałów w KEPCO za opłatą około 550 mln USD.

## Oś czasu
- Marzec 1887 – Włączenie pierwszych świateł elektrycznych w Korei (Pałac Geongchung, Pałac Gyeongbok).
- Styczeń 1898 – Założenie Hansung Electric Company.
- Kwiecień 1900 – Zapalono trzy latarnie uliczne w Jongno przez firmę Hansung Electric Company (pierwsze w historii oświetlenie elektryczne w miejscach publicznych).
- Marzec 1944 – Ukończono Elektrownię Wodną Supung o mocy 600 000 kW.
- Lipiec 1961 – Powstaje Korea Electric Power Company na mocy ustawy o przedsiębiorstwach energetycznych (połączyły się trzy firmy elektryczne).
- Kwiecień 1964 – Po raz pierwszy od wyzwolenia narodowego zlikwidowano ograniczone przesyłanie energii elektrycznej.
- Grudzień 1965 – Ogłoszona zostaje ustawa o promowaniu elektryfikacji wsi rolniczych i rybackich.
- Maj 1968 – Przekroczono miliona kW mocy wytwórczej energii elektrycznej.
- Kwiecień 1978 – Ukończono 1 blok Elektrowni Jądrowej Kori o mocy 587 000 kW.
- Styczeń 1982 – Zmiana nazwy na Korea Electric Power Corporation[10].
- Sierpień 1989 – Rozpoczęcie notowania na Giełdzie Papierów Wartościowych w Korei jako akcja ludowa nr 2.
- Październik 1994 – Po raz pierwszy notowany na Giełdzie Papierów Wartościowych w Nowym Jorku.
- Luty 1995 – Wygrany przetarg na eksploatację elektrowni Malaya na Filipinach.
- Sierpień 1997 – Rozpoczęcie budowy elektrowni jądrowej KEDO.
- Lipiec 2000 – Przekroczono łączną produkcję 40 mln kW energii elektrycznej.
- Kwiecień 2001 – Podział działalności na sześć spółek zależnych produkujących energię.
- Czerwiec 2002 – Ukończono budowę elektrowni gazowo-parowej Ilijan Gas, największej na Filipinach.
- Listopad 2005 – Podwyższenie napięcia do 220 V dla linii dystrybucyjnej i rozpoczęcie zasilania elektrycznego Gaesung Industrial Complex.
- Czerwiec 2006 – Przyznanie Nagrody Edisona.
- Wrzesień 2006 – Uruchomienie samodzielnego działu projektowego.
- Grudzień 2009 – Po raz pierwszy wyeksportowano technologię elektrowni jądrowej za granicę (ZEA).
- Grudzień 2011 – Szósty rok z rzędu uzyskania lauru jako instytut wolny od korupcji w ocenie antykorupcyjnej i przez 13 lecie zajmowania pierwszeg miejsca w rankingu zadowolenia klientów w Korei Południowej.
- Luty 2012 – Ukończono elektrownię Al Qatrana w Jordanii.
- Grudzień 2012 – Pierwsze miejsce w sektorze publicznym od 14 lat z rzędu.
- Październik 2013 – Gospodarz Światowej Rady Energetycznej, największego i najbardziej wpływowego wydarzenia energetycznego na świecie.
- Grudzień 2014 – Przenosiny do Bitgaram Innovation City, otwarcie Era Doliny Energii.
- Październik 2015 – Odbywa się Międzynarodowa Wystawa Bitgaram na temat Technologii Energii Elektrycznej (BIXPO 2015).
- Maj 2016 – Wybrany jako najlepszy dostawca energii elektrycznej w Platts 2016.
- Sierpień 2016 – Zdobyto nagrodę CIO 100 2016, pierwszą w historii przyznanej koreańskiej firmie.
- Październik 2016 – Podpisanie umowy joint venture na eksploatację elektrowni w ZEA.

## Spółki zależne
KEPCO składa się z sześciu spółek energetycznych i czterech spółek zależnych w powiązanych obszarach biznesowych. Posiada również udziały w czterech spółkach zależnych.

### Spółki zajmujące się produkcją energii elektrycznej
- Korea Hydro & Nuclear Power (KHNP): eksploatuje 21 elektrowni jądrowych i 27 elektrowni wodnych w Korei, których łączna moc wynosi 18 265 MW (stan na grudzień 2010 r.).
- Korea South-East Power (KOEN): z całkowitą mocą 8.976 MW (stan na grudzień 2010 r.), KOSEP zarządza Oddziałem Elektrociepłowni Samcheonpo oraz Elektrociepłownią Yeongheung.
- Korea Midland Power (KOMIPO): zarządza Oddziałem Elektrociepłowni Boryeong oraz Elektrociepłownią Yeongheung i posiada łączną moc zainstalowaną 9399 MW (stan na grudzień 2010 r.).
- Korea Western Power: eksploatuje Elektrociepłownię Taean i zarządza łączną zainstalowaną mocą 9604 MW poprzez 8 bloków opalanych węglem miękkim, 24 bloki gazowo-parowe LNG, 4 bloki olejowe i 4 bloki elektrowni szczytowo-pompowych.
- Korea Southern Power (KOSPO): zarządza oddziałem elektrowni cieplnej Hadong i zarządza 9638 MW łącznej mocy zainstalowanej na grudzień 2010 r.
- Korea East-West Power: eksploatuje elektrownie węglowe Dangjin i Honam i zarządza łącznie 9510 MW mocy zainstalowanej od grudnia 2010 roku.

### Inne spółki zależne
- Korea Electric Power Corporation Engineering & Construction (KEPCO E&C) to kompleksowa firma inżynierska, która opracowuje i projektuje elektrownie jądrowe i cieplne. KEPCO posiada 77,94% udziałów w KEPCO E&C.
- Korea Nuclear Fuel (KNF): Korea Nuclear Fuel specjalizuje się w projektowaniu i produkcji paliwa jądrowego, a także usługach inżynierii paliwowej. KNF jest jedynym na świecie producentem paliwa jądrowego do reaktorów zarówno lekkowodnych (LWR), jak i ciężkowodnych (HWR). Udział KEPCO w KNF wynosi 96,4%.
- Korea Plant Service & Engineering: Korea Plant Service & Engineering jest w 75% własnością KEPCO. Świadczy usługi konserwacyjne dla koreańskich zakładów wytwarzania, przesyłu, transformacji i zakładów przemysłowych.
- Korea Electric Power Data Network: Korea Electric Power Data Network jest w 100% własnością KEPCO. Świadczy usługi informatyczne obejmujące pełny zakres energii elektrycznej od wytwarzania i przesyłu po dystrybucję i sprzedaż.

### Spółki stowarzyszone
- Korea Electric Power Industrial Development Corporation
- Korea Gas Corporation
- Korea District Heating Corporation
- LG UPlus Corporation

### Oddziały zagraniczne
- KEPCO Abu Dhabi Branch Office – Muroor Road (4th st), al Mamoura, B Po Box 112010, Abu Dhabi, Zjednoczone Emiraty Arabskie
- KEPCO China Office – 2702, Wieża A, Centrum Tianyuangang nr C2, Dongsanhuanbeilu, dystrykt Chaoyang, Pekin, 100027, Chiny
- KEPCO New York Office – 400 Kelby Street, Parker Plaza – piętro 7, Fort Lee, NJ 07024, USA
- KEPCO Tokyo Office – 3 piętro Toranomon Denki BLDG, 2-8-1 Minakoku, Tokio, Japonia
- KEPCO Hanoi Office – 1112, Charm Vit Tower, 117 Tran Duy Hung, Cau Giay, Hanoi, Wietnam
- KEPCO Johannesburg Office – 18. piętro, Sandton City Tower Corner Rivonia Road i 5th St. Sandton P.O. Box 786703, Sandton City 2146, Republika Południowej Afryki
- KEPCO London Office – 36 Old Jewry, Londyn EC2R 8DD, Wielka Brytania
- KEPCO Iran Office – 6 piętro Armaghan Tower, nr 13, Eastern Armaghan St., Africa Ave, Teheran, Iran
- KEPCO Dominican Republic Office – Budynek ESD, nr 63, ul. Mario Garcia Alvarado, Ens. Quisqueya, Santo Domingo, Dominikana

## Działalność

### Korea Południowa
W Korei KEPCO dostarcza energię elektryczną przede wszystkim klientom przemysłowym, handlowym, mieszkaniowym, edukacyjnym i rolniczym. 31 grudnia 2011 r. koncern dysponuje łączną zainstalowaną mocą produkcyjną 67 001 MW z 503 jednostek wytwórczych, w tym elektrowni jądrowych, ropy naftowej, węgla, skroplonego gazu ziemnego, elektrowni wodnych, wiatrowych i słonecznych. Przy długości linii przesyłowych wynoszących 31 249 kilometrów po obwodzie w 2011.

### Biznes jądrowy
Zaangażowanie w sektorze energii jądrowej obejmuje projektowanie i inżynierię elektrowni jądrowej, paliwo jądrowe, rozruch i eksploatację, konserwację i likwidację.
Budowa elektrowni jądrowych jest realizowana przez największe koreańskie firmy budowlane, natomiast produkcja kluczowych elementów elektrowni jądrowej jest realizowana przez takie firmy, jak Doosan Heavy Industries & Construction i Westinghouse Electric Company.
W 2009 roku przedsiębiorstwo wygrało przetarg na budowę czterech bloków reaktora APR-1400 w Zjednoczonych Emiratach Arabskich w Barakah.
W październiku 2013 r. wiceprezes KEPCO, wraz z około 100 osób, został oskarżony o fałszowanie dokumentów bezpieczeństwa.
W 2017 r. koncern wykazał zainteresowanie przejęciem udziałów w elektrowni jądrowej Moorside w Wielkiej Brytanii, ale nie kontynuowało projektu.
W październiku 2020 r. KEPCO podpisało memorandum o porozumieniu z Daewoo Shipbuilding & Marine Engineering w sprawie opracowania pływającej elektrowni jądrowej opartej na małym reaktorze modułowym BANDI-60 60 MW, który jest rozwijany od 2016 r.

### Aktywności zagraniczne
Elektrownia KEPCO Malaya na Filipinach Zagraniczne działalności koncernu rozpoczęły się w 1993 roku, kiedy firma otrzymała kontrakt na doradztwo techniczne na konserwację elektrowni jądrowej Guangdong w Chinach. Obecnie koncern zaangażowany jest w projekty w 13 krajach na całym świecie. W 1996 roku wkroczyła na filipiński rynek energetyczny, otrzymując kontrakt na remont i eksploatację elektrociepłowni w Malayach.
W 1996 przedsiębiorstwo wygrało przetarg na budowę elektrowni gazowo-parowej Ilijan, projektu budowy-eksploatacji-przeniesienia o mocy 1200 MW. Obecnie KEPCO zarządza czterema elektrowniami na Filipinach, w tym kompleksem elektrowni Naga i elektrownią Cebu z obiegowym złożem fluidalnym, podczas gdy działalność operacyjna firmy odpowiada za 12% zainstalowanej mocy wytwórczej w kraju. W kwietniu 2012 r. KEPCO zleciło ICPO pozyskanie 400 mln USD na zakup Boutique Coal w Australii, aby skorzystać z tanich brykietów węglowych, które poprawiły wydajność spalania nawet o 30%.
Naukowcy koncernu próbowali uzyskać szczegółowe informacje na temat własności intelektualnej i dokonać inżynierii wstecznej produktu na własny użytek. Jednakże Boutique Coal anulował wszelkie powiązania z KEPCO z powodu próby obejścia i uznał przedsiębiorstwo za mniej niż renomowane.
W obszarze konsultacji przesyłowych i dystrybucyjnych koncern podjął projekty w Birmie, Kambodży, Wietnamie, Indonezji, Libii, Ukrainie, Paragwaju i Egipcie. Przedsiębiorstwo weszło w branżę energetyki wiatrowej w Chinach z zaangażowaniem w projekt wiatrowy Gansu, którego pierwszy etap budowy rozpoczął się w 2007 roku.
Firma posiada również udziały kapitałowe w projektach wiatrowych w Mongolii Wewnętrznej i Riaoning, a także w chińskiej prowincji Shanxi.
W 2010 roku konsorcjum kierowane przez KEPCO obejmujące Samsung C&T i koreańską firmę Techint, otrzymało kontrakt na budowę i eksploatację elektrowni gazowej Norte II w meksykańskim stanie Chihuahua.
W 2005 roku koncern zaczął dostarczać energię elektryczną do regionu przemysłowego Kaesong w Korei Północnej.

### Rozwój aktywów paliwowych
W celu podniesienia wskaźnika samowystarczalności paliwowej do 60% do 2020 roku, w 2010 roku KEPCO nabyło kopalnię Bylong Coal Mine w Australii od Anglo American PLC. Również w 2010 roku KEPCO kupiło 20% udziałów w Bayan Resources w Indonezji, co pozwoliło spółce na podniesienie wskaźnika samowystarczalności węglowej o 7 mln ton rocznie od 2015 roku. W 2009 roku KEPCO kupiło 1,5% udziałów w indonezyjskiej Adaro Energy, zabezpieczając tym samym 3 mln ton węgla rocznie. Jeśli chodzi o zakup uranu, w 2009 roku KEPCO nabyło 17% udziałów w Denison Mines Corp. w Kanadzie oraz 10% udziałów w kopalni uranu Imouraren firmy Areva SA w Nigrze. W 2010 roku KEPCO podpisało umowę z Arevą na wspólny rozwój kopalń uranu.

### Smart grid
Na początku 2010 r. KEPCO ogłosiło, że do 2030 r. zainwestuje ponad 7 miliardów USD w działalność związaną z inteligentnymi sieciami, aby zwiększyć wydajność dystrybucji energii elektrycznej i zmniejszyć emisje gazów cieplarnianych w Korei. KEPCO jest jedną ze 168 koreańskich i zagranicznych firm biorących udział w projekcie demonstracyjnym Jeju Smart Grid, rozpoczętym po ogłoszeniu w 2009 roku koreańskiej National Smart Grid Roadmap. W czerwcu 2011 roku ogłoszono, że KEPCO będzie współpracować z IBM w celu zbudowania Centrum Operacyjnego w Kompleksie Demonstracyjnym Stanowiska Testowego Inteligentnej Sieci Jeju.